# Ирландия на летних Олимпийских играх 1980
Ирландия на летних Олимпийских играх 1980 в Москве заняла 31-е место в общекомандном медальном зачёте, завоевав 1 серебряную и 1 бронзовую медали.
В Москве ирландцы выиграли свои первые олимпийские награды за 16 лет после бронзы боксёра Джима Маккорта на Олимпиаде-1964 в Токио.
Серебро яхтсменов Дэвида Уилкинса и Джеймса Уилкинсона остаётся единственной наградой, завоёванной ирландцами в парусном спорте на Олимпийских играх.
Кроме 2 медалей можно отметить выступление будущего чемпиона мира-1983 Имона Коглэна, который занял 4-е место в беге на 5000 м. На этой же дистанции будущий вице-чемпион Олимпиады-1984 в марафоне Джон Триси занял в Москве 7-е место.

## Медалисты

### Серебро
| Серебро |                                |                                            |
| №       | Спортсмены                     | Вид спорта (дисциплина)                    |
| 1       | Дэвид Уилкинс Джеймс Уилкинсон | Парусный спорт (класс «Летучий голландец») |

### Бронза
| Бронза |             |                            |
| №      | Спортсмены  | Вид спорта (дисциплина)    |
| 1      | Хью Расселл | Бокс (мужчины, лёгкий вес) |

## Результаты соревнований

### Академическая гребля
В следующий раунд из каждого заезда проходили несколько лучших экипажей (в зависимости от дисциплины). В финал A выходили 6 сильнейших экипажей, ещё 6 экипажей, выбывших в полуфинале, распределяли места в малом финале B.
Мужчины
| Соревнование | Спортсмены              | Предварительный заезд | Предварительный заезд | Предварительный заезд | Отборочный заезд | Отборочный заезд | Отборочный заезд | Полуфинал | Полуфинал | Полуфинал | Финал   | Финал   | Итоговое место |
| Соревнование | Спортсмены              | Заезд                 | Время                 | Место                 | Заезд            | Время            | Место            | Заезд     | Время     | Место     | Время   | Место   | Итоговое место |
| ------------ | ----------------------- | --------------------- | --------------------- | --------------------- | ---------------- | ---------------- | ---------------- | --------- | --------- | --------- | ------- | ------- | -------------- |
| двойки       | Пэт Гэннон Уильям Райан | 3                     | 7:35,10               | 3 Q                   | не участвовали   | не участвовали   | не участвовали   | 1         | 7:02,11   | 5 QB      | Финал B | Финал B | 7              |
| двойки       | Пэт Гэннон Уильям Райан | 3                     | 7:35,10               | 3 Q                   | не участвовали   | не участвовали   | не участвовали   | 1         | 7:02,11   | 5 QB      | 6:54,60 | 1       | 7              |